# José Maria Aira Lindoso
José Maria Aira Lindoso (Ponferrada, 14 de març de 1976) és un exfutbolista lleonès que ocupà la posició de defensa, i posteriorment fa d'entrenador de futbol.

## Trajectòria
Va començar a destacar a la SD Ponferradina, d'on va ser captat pel Deportivo de La Corunya. Al conjunt gallec va romandre quatre anys entre el primer equip i el filial, tot i que tan sols va jugar dos partits de lliga. L'estiu del 1999 fitxa pel CD Tenerife, i un any després, pel Racing de Ferrol, on esdevé titular, jugant 41 partits i marcant 2 gols.
La temporada 01/02 recala a l'Sporting de Gijón, on només passa un any abans de marxar al Polideportivo Ejido. Al club andalús hi roman tres campanyes, en les quals la seua aportació aniria de més a menys: el primer any és titular indiscutible (41 partits), al segon en juga 18 i al tercer tan sols hi apareix en nou ocasions.
L'estiu del 2005 retorna al Racing de Ferrol, on recupera un lloc a l'onze titular. El seu equip perd la categoria i Aira marxa al CD Lugo, que milita entre la Segona B i la Tercera Divisió. En total, acumulà fins a 182 partits a la categoria d'argent.